# Biscutella laevigata
La biscutella montanina (nome scientifico Biscutella laevigata  L.) è una pianta erbacea perenne (non più alta di 50 cm),  dai vistosi fiori gialli, appartenente alla  famiglia delle Brassicaceae.

## Tassonomia
Il Sistema Cronquist assegna la famiglia delle Brassicaceae all'ordine Capparales mentre la moderna classificazione APG la colloca nell'ordine delle Brassicales. Sempre in base alla classificazione APG sono cambiati anche i livelli superiori (vedi tabella a destra).

Nelle classificazioni più vecchie la famiglia del genere Biscutella era chiamata anche Crociferae e a volte Cruciferae.

Brassicaceae è una delle più grosse famiglia delle Angiosperme (assieme alle  Asteraceae) diffusa principalmente nella fascia temperata e fredda.

Il genere Biscutella comprende oltre 40 specie di cui almeno 17 sono presenti sul territorio italiano. 
A complicare la sistematica della nostra pianta è l'esistenza di popolazioni a diverso assetto cromosomico diploidi (2n = 18) o tetraploidi (2n = 36), diffuse soprattutto in buona parte dell'Europa  e dell'area mediterranea.
Sottospecie:
- Biscutella laevigata subsp. australis Raffaelli & Baldoin – Italia
- Biscutella laevigata subsp. prinzerae Raffaelli & Baldoin – Italia
- Biscutella laevigata subsp. raffaelliana Galasso & Banfi – Italia
- Biscutella laevigata subsp. woycickii M.Wierzb., Pielich. & Wasowicz – Polonia

## Etimologia
Il nome del genere (Biscutella) deriva dalla particolare forma del frutto a "doppio scudo" o "occhialini". È stato Linneo che per primo ha assegnato tale denominazione al genere.

## Morfologia
Biscutella montanina appartiene alla forma biologica definita come emicriptofita rosulata (H ros) : si tratta di piante  erbacee perenni che svernano per mezzo di gemme protette dalla rosetta basale di foglie appressata sul terreno (emicriptofite rosulate).  Ma presenta anche caratteri tipici della forma biologica H scap (emicriptofita scapose).
 Radici 
Radice secondaria da rizoma.
 Fusto 
Fusto poco ramoso (normalmente ramificato solo in alto), legnoso alla base, tormentoso, eretto, poco foglioso, coperto da pochi peli setolosi (o quasi glabro). Dimensioni: 10 cm minimo e 50 cm massimo.
 Foglie 

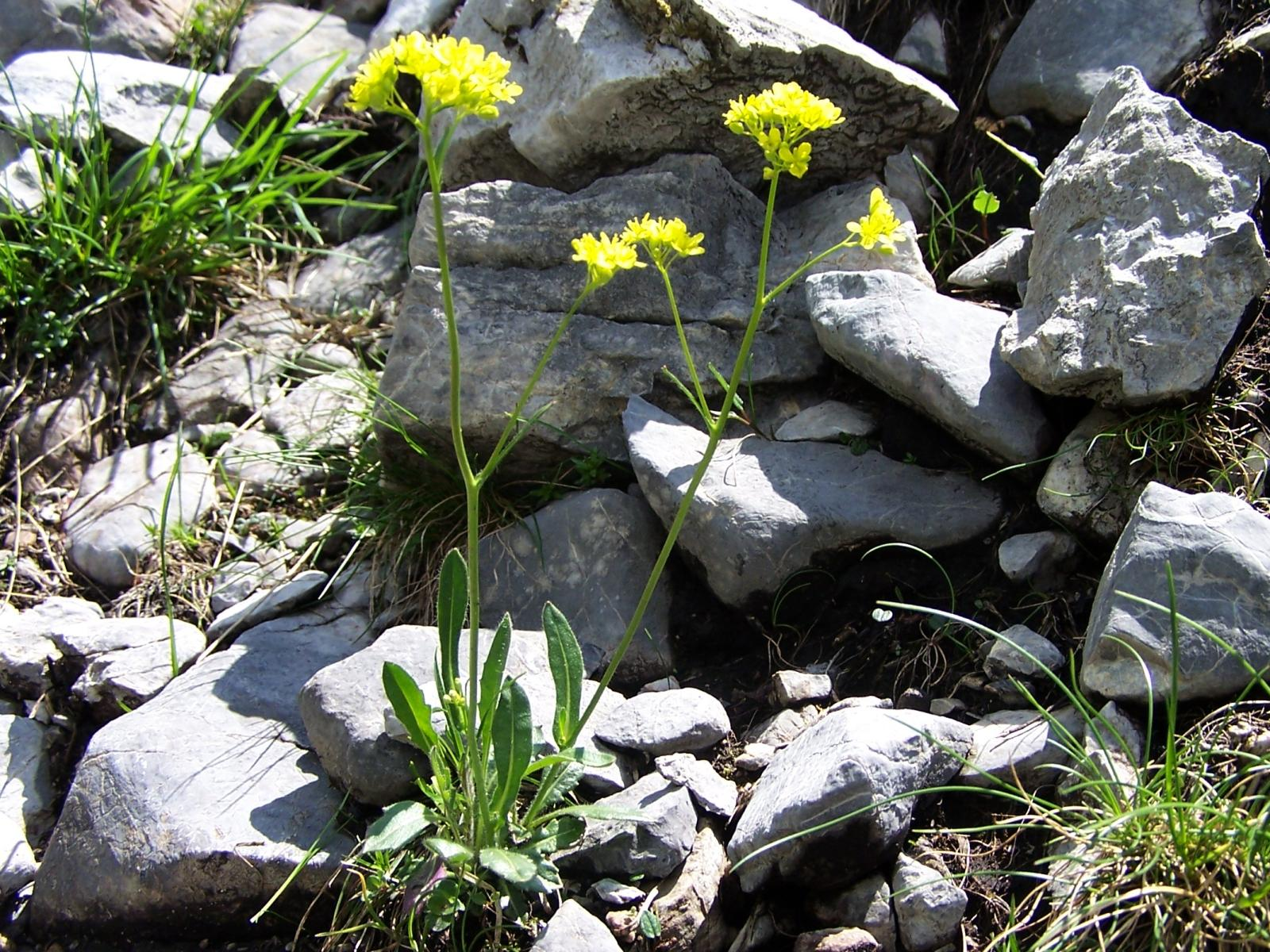
Foglie basali intere poco dentate

- Foglie basali: di forma oblungo - spatolate, acute e ristrette nel picciolo, ravvicinate a rosetta e tormentose. Si presentano lievemente seghettate al margine (pochi denti ottusi, da 1 a 4, e non molto profondi - 1/3 della lamina) ma anche intere, sono inoltre pubescenti. Dimensioni: larghezza 2 – 20 mm; lunghezza 3 – 13 cm.
- Foglie cauline: sono alterne e più piccole delle basali, sessili (senza picciolo). In posizione ascellare presentano 2 ghiandole sessili molto piccole quasi microscopiche.

 Infiorescenza 

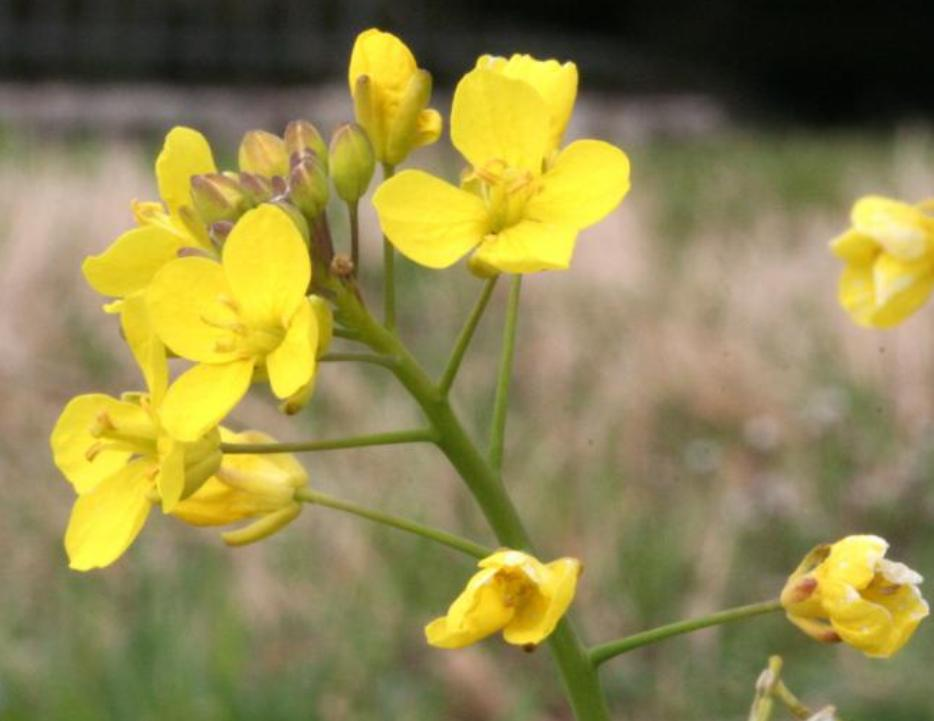
Infiorescenza a racemi lassi

I fiori sono peduncolati fino a 1 cm (spesso ramificati) e formano dei racemi apicali lassi.
 Fiori 

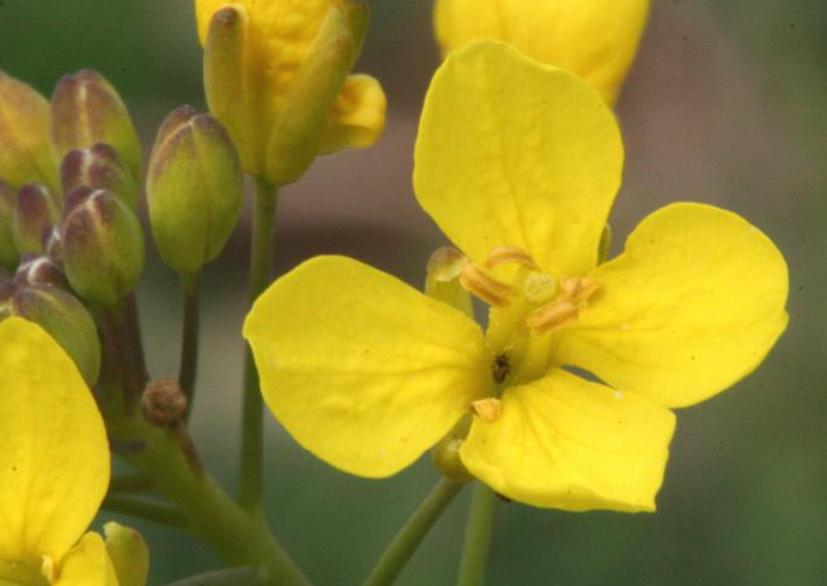
Fiore con petali obovati

Il fiore è un tetramero (tipica struttura a croce dei fiori della famiglia delle Brassicaceae, ex Cruciferae), attinomorfo, dialipetalo ed ermafrodito.
- Sepali: di colore verde - giallastro, patenti, a forma di sacca, lunghi fino a 3 mm.
- Petali: di colore giallo (giallo pallido), strettamente obovati, lunghi 4 – 8 mm. La base dei petali è bruscamente e strettamente auricolata verso il ricettacolo del fiore.
- Stami: 6 dello stesso colore dei petali con antere giallo - scuro.
- Ovario: bicarpellare, supero con stilo breve.
- Fioritura: da marzo a settembre
- Impollinazione: entomofila (per mezzo d'insetti).

 Frutti 
Il frutto è simile ad un paio di occhiali: siliquetta piatta a doppio scudo (due carpelli discoidali, quasi rotondi) con stilo lungo 3 – 5 mm. Diametro delle logge discoidali: 3 – 7 mm. Le pareti esterne del frutto sono lisce o appena rugose.

## Distribuzione e habitat
Area di origine (tipo corologico) : Europa meridionale, zone montagnose (Orof. S. - Europ.). Frequente nelle Alpi e Appennini. 
In Italia si trova nei prati sassosi, sui pascoli, nei ghiaioni (macereti); perlopiù su calcare. Assente nelle isole e zone costiere.

Altitudine: dal piano fino a 2700 m s.l.m..

## Galleria d'immagini

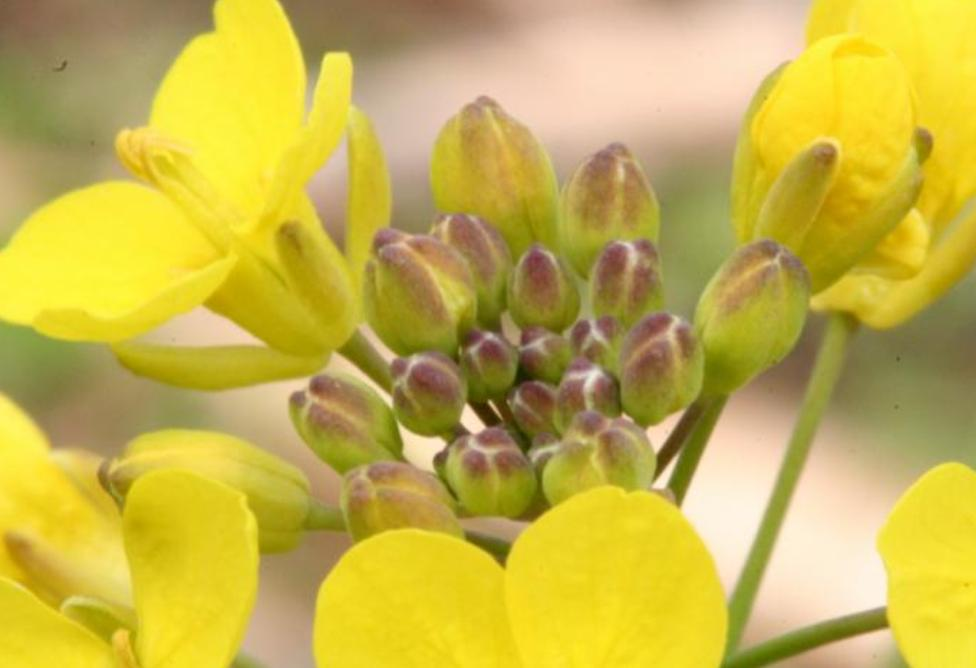
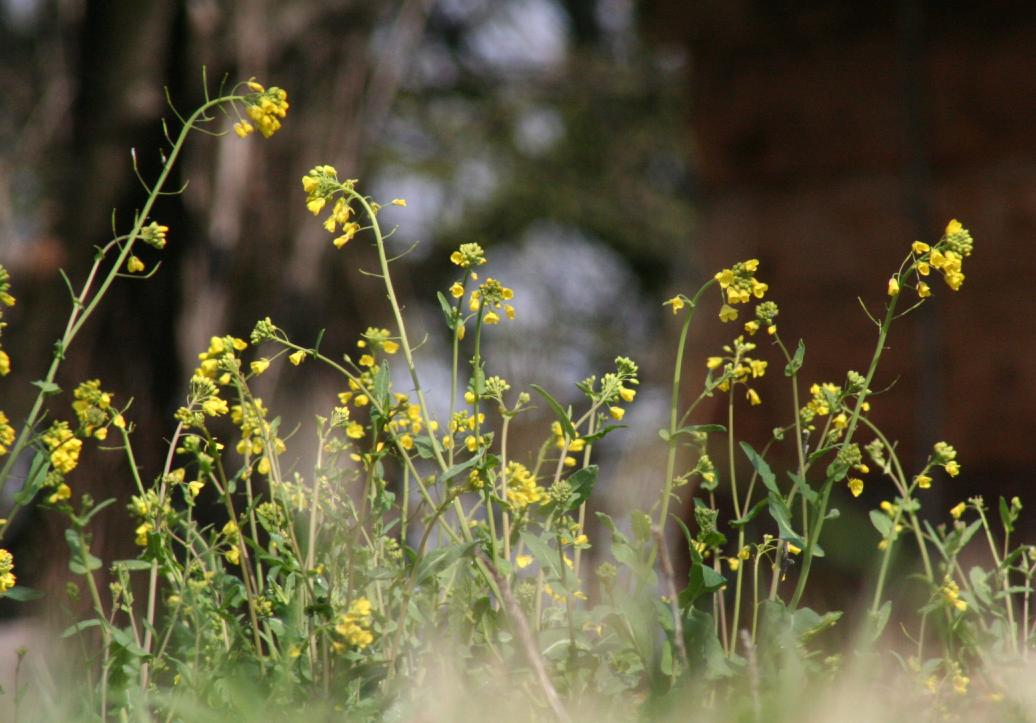
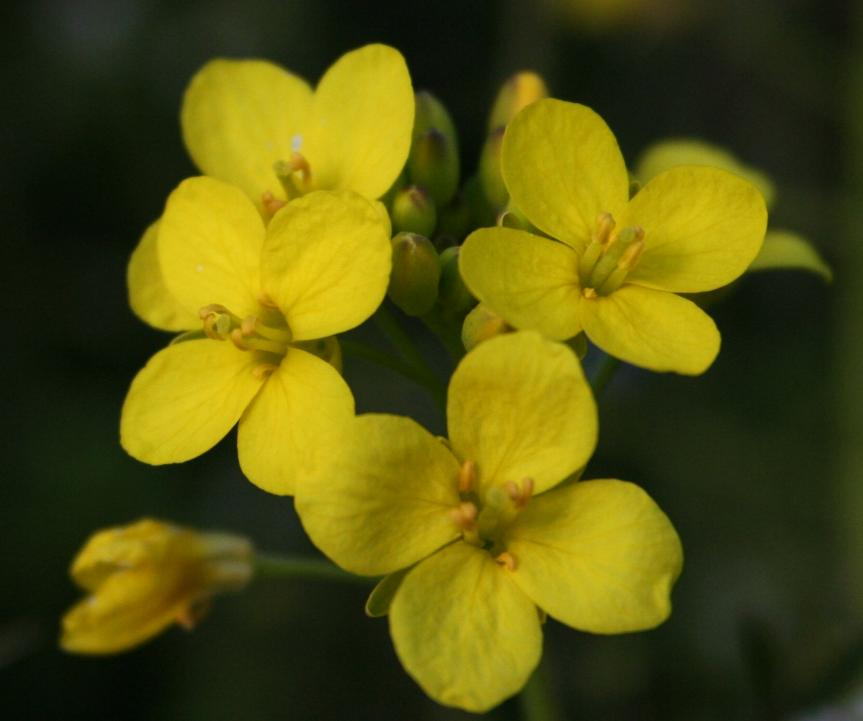
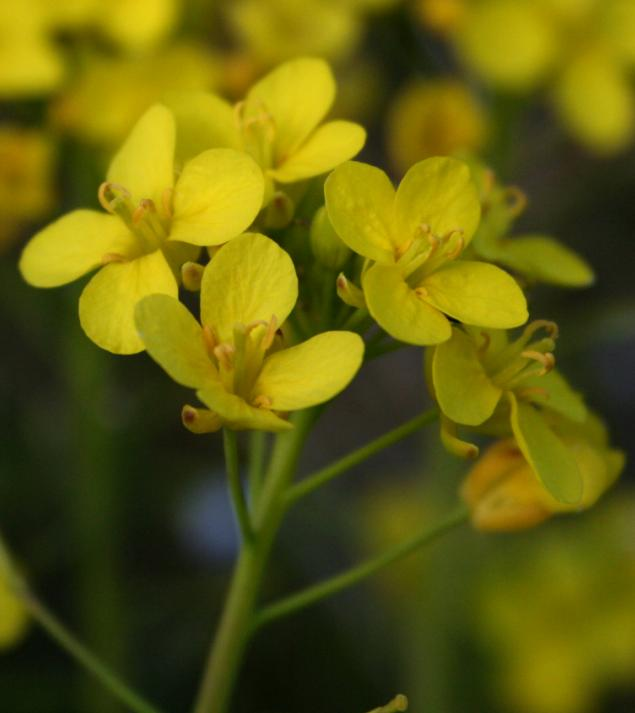